# Гарбаи, Шандор

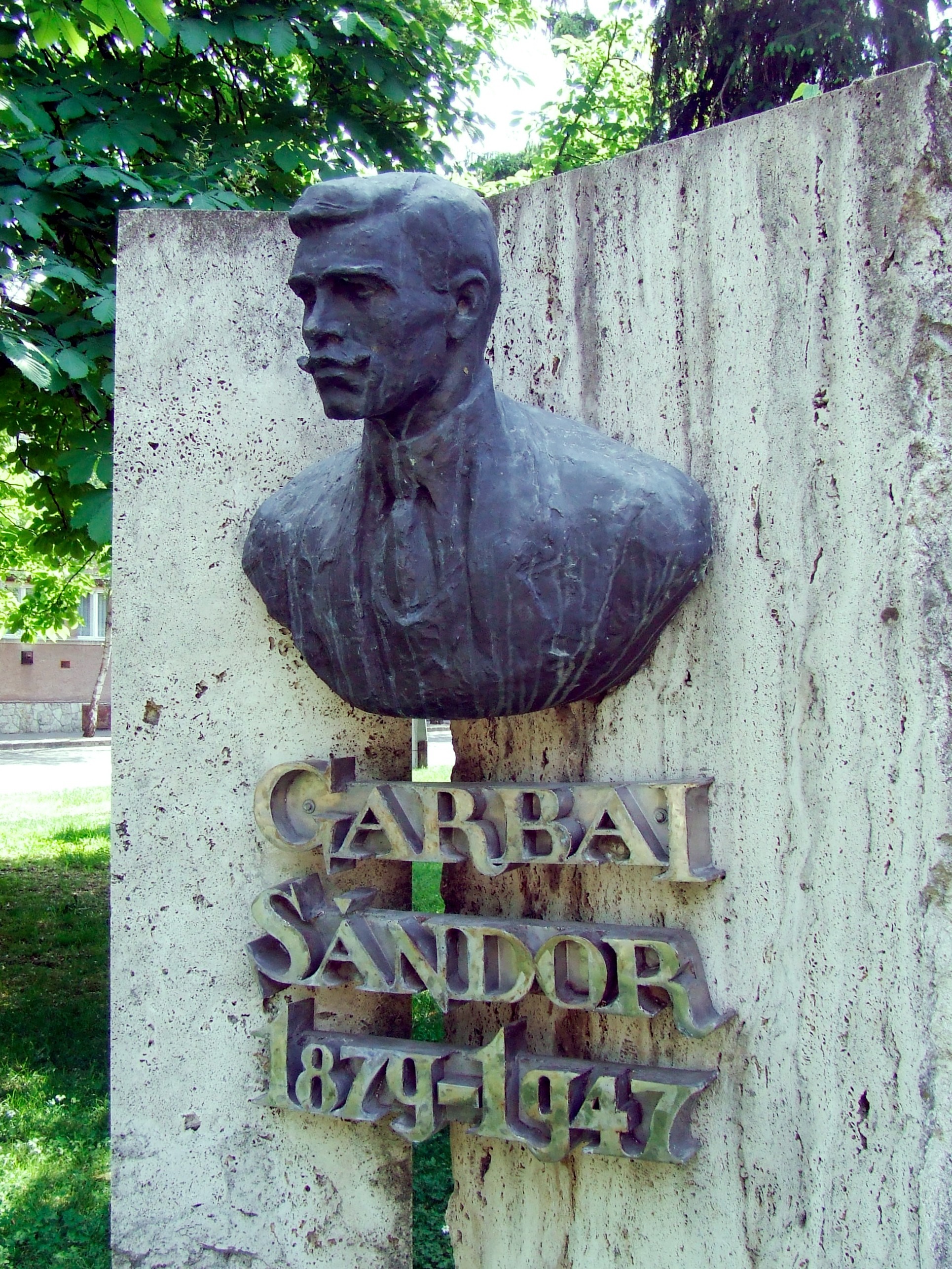
Бюст Гарбаи.

Ша́ндор Га́рбаи (венг. Garbai Sándor; 27 марта 1879, Кишкунхалаш — 7 ноября 1947) — венгерский политик-социалист.

## Биография
Шандор Гарбаи родился в Малой Кумании, в семье реформатов Габора Гарбаи и Юлианны Вили. Был рабочим-каменщиком, рано примкнул к рабочему движению. В возрасте 18 лет перебрался в Будапешт, где получил известность как оратор на социал-демократических митингах. Член руководства Венгерской социал-демократической партии в 1901—1919 годах, председатель профсоюза строительных рабочих Венгрии с 1903 года, глава Национального фонда страхования рабочих с 1907 года.
Поддержал слияние социал-демократов и коммунистов в единую Социалистическую партию, взявшую власть в Венгрии. 21 марта 1919 года назначен премьер-министром Венгрии, сформировав правительство в альянсе с коммунистами, которые провозгласили создание Венгерской советской республики. Хотя Гарбаи формально оставался главой правительства почти до самого конца существования ВСР, фактически основную роль в правительстве играл министр иностранных дел Бела Кун. 1 августа был заменён во главе правительства, ставшего «аполитичным» профсоюзным кабинетом, Дьюлой Пейдлем, а Гарбаи получил пост министра народного образования, однако уже 6 августа правительство пало под натиском интервентов и венгерских монархистов.
Матьяш Ракоши позднее шутил, что в преимущественно еврейском по своему составу правительстве ВСР иноверец Гарбаи был нужен, чтобы хоть кто-то мог подписывать смертные приговоры по субботам. Но на самом деле Гарбаи не поддерживал красный террор.
Опасаясь расправы, Гарбаи сбежал из румынского плена в Коложваре и появился с поддельным паспортом в Чехословакии, оставшись в окончательной эмиграции вначале в Братиславе, затем перебравшись в Вену. Был лидером центристского течения в левой венгерской эмиграции. С семьёй он открыл ресторан в Вене, где принимал бывших коммунистических и других левых лидеров. Ресторан вскоре обанкротился, Гарбаи понёс огромные финансовые убытки и с тех пор жил в нищете. Покинув Австрию в 1934 году из-за победы ультраправого правительства, поселился в Братиславе, а в 1938 году — в Париже. Во время немецкой оккупации Франции не участвовал в Движении Сопротивления, хотя подпольщики пытались его завербовать, и уцелел во время репрессий со стороны оккупантов.
После освобождения Венгрии от нацистов и салашистов Гарбаи собирался вернуться на родину, но ему помешали коммунисты и бывшие товарищи по партии.